# Ahmed Makarfi
Ahmed Mohammed Makarfi (* 8. August 1956 in Makarfi, Nigeria) war vom 29. Mai 1999 bis 29. Mai 2007 Gouverneur des nigerianischen Bundesstaates Kaduna.

## Leben
Ahmed Makarfi wurde in Makarfi im Bundesstaat Kaduna geboren und besuchte die Grundschule von 1965 bis 1973. Anschließend besuchte er bis 1978 das Federal Government College in Enugu. Ab 1979 studierte er Rechnungswesen an der School of Basic Studies der Ahmadu Bello University in Zaria. Von 1985 bis 1987 war Makarfi Dozent für Betriebswirtschaftslehre in Zaria, zur gleichen Zeit graduierte er als Master of Science im Rechnungs- und Finanzwesen.
Makarfi wurde stellvertretender Generaldirektor der Nigeria Universal Bank und wurde ab 2004 zeitweise vom Exekutivrat des Bundesstaates Kaduna mit der Leitung des Ausschusses für Wirtschafts- und Finanzplanung beauftragt. Gleichzeitig war er Mitglied des Kuratoriums des Instituts für Frieden und Konfliktbewältigung in Abuja. 1999 wurde Ahmed Makarfi als Mitglied der People’s Democratic Party (PDP) zum Gouverneur von Kaduna gewählt; 2003 wurde er in dieser Funktion wiedergewählt. Wie in elf weiteren nordnigerianischen Bundesstaaten wurde in Kaduna im Jahr 2000 die Schari'a eingeführt, deren Anwendung in Kaduna aber als verhältnismäßig moderat gilt.
Ahmed Makarfi strebte ursprünglich an, als Kandidat der PDP an den Präsidentschaftswahlen im April 2007 anzutreten. Er gelangte im Dezember 2006 in den Kreis von 20 innerparteilichen Kandidaten, unterlag jedoch dem Kandidatenpaar Yar’Adua/Jonathan und zog seine Kandidatur zurück. Vom 29. Mai 2007 bis 2011 war er Senator für den Bezirk Kaduna-Nord.
2016 wurde er Parteivorsitzender der PDP, wurde aber bereits im Jahr darauf wieder von diesem Posten abgewählt.